# Jacob Le Maire
Jacob Le Maire (1585 - 1616), també LeMaire o Lemaire, va ser un explorador neerlandès. En un viatge amb Willem Schouten, entre 1615 i 1617, va obrir una nova ruta al Pacífic descobrint l'estret de Le Maire i el Cap Hoorn.
Fill de l'hugonot francès Isaac Le Maire, va néixer a Anvers, o a Egmont, aleshores part de les Províncies Unides neerlandeses. Isaac Le Maire era un notable negociant establert a la ciutat holandesa de Hoorn. Per fer la competència a la Companyia Neerlandesa de les Índies Orientals (Vereenigde Oostindische Compagnie, VOC) va crear la Companyia Australiana (Australische of Zuid Compagnie) i va organitzar un viatge per explorar el suposat continent austral. Jacob Le Maire, el fill gran, va ser el cap de l'expedició, i els dos germans Willem i Jan Schouten els capitans de les dues naus: Eendracht i Hoorn.
Per evitar l'exclusivitat que tenia la Companyia de les Índies Orientals sobre les rutes de l'estret de Magallanes i el cap de Bona Esperança, Le Maire i Schouten van anar més al sud descobrint l'estret de Le Maire, entre Tierra del Fuego i l'illa dels Estats que van anomenar en honor dels Estats Generals, el Parlament de les Províncies Unides. Després de descobrir el Kaap Hoorn (cap d'Hornos), van creuar el Pacífic, per una ruta similar a la de Fernão de Magalhães, descobrint diverses illes fins a arribar a Batavia.
La Companyia de les Índies Orientals no es van creure que haguessin obert una nova ruta i els van empresonar per trencar el monopoli i els envià de tornada a Amsterdam. Pel camí va morir Jacob Le Maire als 31 anys.
Durant dos anys el pare, Isaac Le Maire, va estar lluitant contra la Companyia fins que finalment es va reconèixer la nova ruta pel Cap d'Hornos i van tornar el vaixell a la Companyia Australiana pagant les compensacions econòmiques.